# Bahrain Darts Masters
De Bahrain Darts Masters is onderdeel van de World Series of Darts van de Professional Darts Corporation. In 2023 werd dit toernooi voor het eerst gehouden. Aan het toernooi mogen acht spelers van de PDC Pro Tour en acht ‘regionale’ qualifiers meedoen. Het is het eerste World Series-toernooi in Azië sinds de Shanghai Darts Masters, waarvan de laatste editie in 2018 plaatsvond.

## Finale
| Jaar | Winnaar (gemiddelde in finale) | Legs  | Runner-up (gemiddelde in finale) | Locatie                               | Bron  |
| ---- | ------------------------------ | ----- | -------------------------------- | ------------------------------------- | ----- |
| 2023 | Michael Smith (96.77)          | 8 – 6 | Gerwyn Price (97.88)             | Bahrain International Circuit, Sakhir | [ 1 ] |
| 2024 | Luke Littler (95.15)           | 8 – 5 | Michael van Gerwen (87.80)       | Bahrain International Circuit, Sakhir | [ 2 ] |
| 2025 | Stephen Bunting (99.33)        | 8 – 4 | Gerwyn Price (96.64)             | Bahrain International Circuit, Sakhir | [ 3 ] |

2023 · 2024 · 2025